# Pseudhammus occipitalis
Pseudhammus occipitalis är en skalbaggsart som först beskrevs av Auguste Lameere 1893.  Pseudhammus occipitalis ingår i släktet Pseudhammus och familjen långhorningar.
Artens utbredningsområde är Ghana. Inga underarter finns listade i Catalogue of Life.